# Barranc d'Erill
ElBarranc d'Eril es un  jaciment arqueològic a la Vall de Boí (Alta Ribagorça), inclòs a l'Inventari del Patrimoni Arqueològic i Paleontològic de Catalunya on es localitzaren restes òssies humanes datades en el marc cronològic del Plistocè.
El Jaciment no està excavat en extensió i el seu descobriment va ser fortuït, fruit d'unes prospeccions geològiques. S'ha trobat material lític i una tíbia de cronologia indeterminada. Tota la informació s'ha extret de la memòria d'excavació assenyalada més avall que, no obstant això, roman inèdita.

## Situació del jaciment
Està ubicat en una rasa oberta a la base del barranc de Basco, a Erill la Vall, concretament al cantó sud de la carretera L-500, just al Nord del curs de l'aigua i a la base del vessant Sud - Oest del Tossal des Guargs. Tota la zona se situa per sobre la corba de nivell dels 1160 m d'altitud.

## Descobriment i història de les intervencions arqueològiques
Les primeres intervencions que es van dur a terme en el jaciment en qüestió van arribar pels estudis que efectuaven un equip de geologia de la UPC, dirigit pels Drs. Joan Corominas i Marcel Hürliman, a l'estiu de 2011. Estudis, que intentaven catalogar l'evolució del vessant en l'entorn del Barranc de Basco, a Erill la Vall (Vall de Boí). Aquesta excavació va consistir a fer una rasa transversal des de la base del con de dejecció del barranc fins molt ben arribat el fons de la vall.
Cap al Nord de la rasa, en un aflorament de roca d'uns 50 m, es van detectar que la potencialitat de l'estratigrafia denotava que hi havia nivells de l'època Plistocènica, més concretament de l'època interglacial anterior a Würm, en aquest context (a part de les restes antracològiques i malacològiques) s'hi va detectar una diàfisi d'os llarg que, a priori, semblava humana. Després dels primers estudis preliminars es va veure com aquest ítem estava inserit en el paleosòl, no obstant, es trobava absolutament aïllat.
Tenint aquesta evidència empírica al Setembre d'aquell mateix any el Dr. Ermengol Gassiot de la UAB, el Dr. Ignacio Clemente de la IMF-CSIC i el Sr. Albert Vidal, geòleg del servei d'arqueologia i Paleontologia de la DGPC de la Generalitat de Catalunya, van començar les tasques d'excavació pròpiament arqueològiques.
Primerament, i per tal d'agilitzar els treballs arqueològics, es va rebaixar el nivell amb una retroexcavadora, fins a 1m de distància en relació al material ossi, ja que grans blocs de granit van fer intuir a l'equip que ja podien estar davant de nivells amb potencialitat arqueològica.
Per acabar, es va tirar una quadrícula de 15 m2 seguint l'eix longitudinal de la rasa, amb 1 m2 per quadrícula, donada la dificultosa tasca de treu-re tot el sediment de l'àrea plantejada inicialment, es va decidir excavar tan sols els 9 m2 més propers a la rasa.

## Nivells d'excavació detectats
Es van poder determinar fins a 4 nivells: 
- Nivell 1: Conformat per un conglomerat de còdols i llengües sorrenques, aquest nivell s'estén per tota la quadricula sense excepció. Nivell pràcticament estèril, no s'ha identificat cap element estructural ni cap mena de materialitat (tret d'un carbó i dos ítems de malacofauna) que no ens senyales una activitat antròpica, de fet, després de l'estudi geològic del jaciment es va poder determinar que eren dipòsits detrítics de cronologia més aviat moderna. La base d'aquest nivell quedava definida per uns blocs de granit de grans dimensions a la franja sud-est de l'excavació.
- Nivell 2: Molt semblant a l'anterior, sembla una aportació detrítica en la qual no s'han trobat tampoc materials arqueològics, ni cap mena d'estructura. Aquest nivell era molt heterogeni, ja que en la seva vessant sud ja es veia com la terra començava a canviar i el nivell de còdols desapareixia mentre que a la part nord encara era molt semblant al Nivell 1, tot i així, es va anar amb més cura en aquesta zona, ja que era on, en principi, es trobava el material ossi abans esmentat. També van sortir al descobert una sèrie de blocs de pedra de grans dimensions que semblaven aportacions geològiques més o menys modernes. A nivell de material, igual que en el cas anterior, es van recollir una mostra de carbó i dues de malacofauna.
- Nivell 3: Localitzat només a la part sud-oest del jaciment era d'una naturalesa bastant homogènia amb un gruix d'uns 20-30 cm. La sorra no era massa gruixuda i no hi havia clastes no graves, tot i això, va resultar ser un estrat estèril sense material arqueològic i sense cap element estructural. La fi d'aquest nivell va ser el contrast amb un paquet de terra més consolidada i més orgànica.
- Nivell 2 base: Aquest nivell que és l'inferior d'on es va trobar l'os, no presentava moltes diferència amb el nivell 2 més enllà dels propis clastes. Un cop portada a terme l'excavació d'aquest nivell més enganxat a la rasa, es va poder observar que la naturalesa del sediment era més llimosa i orgànica, en la quadricula pròpiament dita el resultat de l'excavació va ser més aviat estèril, més enllà d'algunes mostres de malacofauna, no obstant, fora la quadricula es van poder determinar i recollir alguns element de talla lítica i un fragment de molar de cèrvid.

## Troballes arqueològiques
- Utillatge lític: Trobat fora dins la rasa d'excavació geològica, aquest material es va localitzar a l'alçada nord-oest amb relació a la quadricula i a la mateixa alçada del nivell 2 base de l'excavació. Pissarra: tenim que es van recollir diversos fragments de pissarra que presentaven arestes en el que podria haver sigut la seva cara dorsal, així com l'orientació del cop que ha realitzat l'extracció. Aquest tipus de roca serien efectives per tasques com el raspat o per tallar. No obstant, no és possible afirmar amb total seguretat que aquests ítems fossin resultat de una activitat humana, ja que la falta d'altres materials, context estratigràfic... no permeten una visió clara de l'assumpte.

- Material ossi: Com ja s'ha comentat amb anterioritat aquest, a part de l'os que és clarament humà, tan sols s'ha recuperat un molar de cèrvid. o Molar de Cèrvid: Trobat en el mateix context que el material lític, aquesta molar de cérvol presentava unes fractures fresques que no determinaven un procés post-deposicional patent. Tíbia: Localitzada en el nivell 2 de l'excavació aquesta tíbia de procedència clarament humana, és la part distal de diàfisi de la tíbia dreta. Per cronologia hi ha certes interpretacions que catalogaven aquest os com el d'un Neandertal, però realment falta molta llum sobre aquest tema.